# You Should Be Dancing
"You Should Be Dancing" är en discolåt skriven och framförd av Bee Gees. Låten utgavs som singel 1976 och medtogs på studioalbumet Children of the World. Efter det R&B-inspirerade albumet Main Course började Bee Gees på allvar utforska discomusik med denna låt. Den blev deras tredje singeletta i USA. Låten var en av sex stycken med gruppen som medtogs på soundtrackalbumet till filmen Saturday Night Fever.

## Listplaceringar
| Lista (1976)   | Position         |
| -------------- | ---------------- |
| Danmark        | 13 (DR "Top 20") |
| Finland        | 26               |
| Frankrike      | 24               |
| Irland         | 4                |
| Kanada         | 1 (RPM)          |
| Nederländerna  | 15               |
| Norge          | 11               |
| Nya Zeeland    | 10               |
| Spanien        | 12               |
| Storbritannien | 5                |
| Sverige        | 8                |
| USA            | 1                |
| Västtyskland   | 16               |